# Ahmôsé (amiral de Thoutmôsis II)
Pour les articles homonymes, voir Ahmès.
Ahmôsé est un amiral du pharaon Thoutmôsis II, qui dans une inscription biographique trouvée à El Kab, raconte avoir fait des prisonniers Shasou en servant le pharaon Âakhéperenrê Thoutmôsis II, vers -1490. Les Shasous se trouvaient sur son chemin alors qu'il menait une expédition punitive vers le nord.